# نادي ريو كلارو فوتيبول
نادي ريو كلارو فوتيبول ، يشار إليه عادة باسم ريو كلارو ، هو نادي كرة قدم محترف برازيلي مقره في ريو كلارو، ساو باولو. يتنافس الفريق في دوري باوليستا الدرجة الثانية؛ المستوى الثاني من دوري ولاية ساو باولو.